# شيكيتيتا

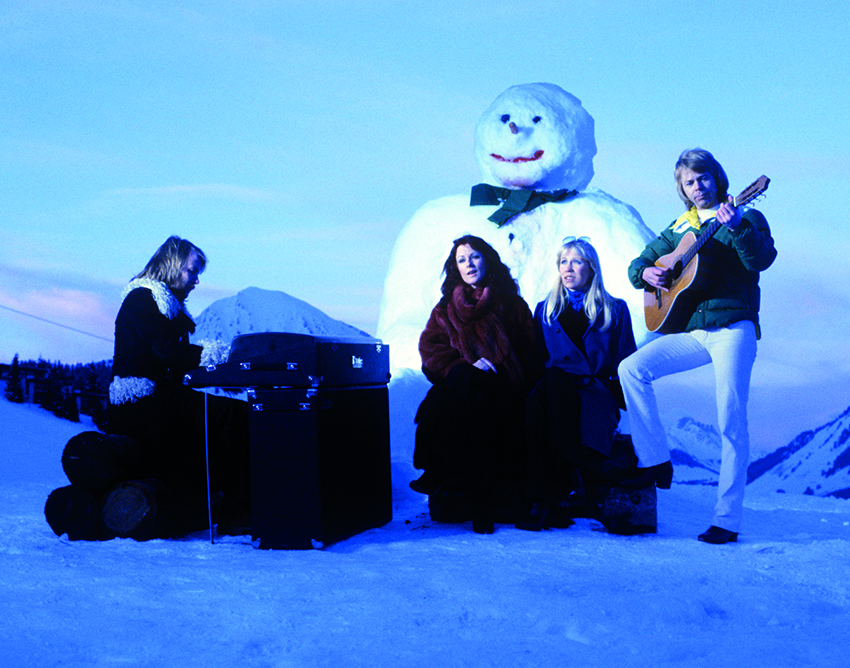

شيكيتيتا (بالإسبانية: Chiquitita)‏ هي أغنية لفرقة البوب السويدية ABBA. أطلقت الأغنية في يناير سنة 1979، وكانت أول أغنية منفردة من ألبوم فولي-فو Voulez-Vous؛ وكانت أغنيتا فالتسكوغ هي المؤدية الأساسية بصوتها في الأغنية.
قبل إطلاق الأغنية بشكلها النهائي كان هناك عدة احتمالات للعنوان وأنتج منها نسخ تجريبية بعدة أسماء.